# Colombiaans voetbalelftal in 1998
Het Colombiaans voetbalelftal speelde in totaal negen officiële interlands in het jaar 1998, waaronder drie duels bij de WK-eindronde in Frankrijk, waar de ploeg in de eerste ronde werd uitgeschakeld. De nationale selectie stond voor het vierde jaar op rij onder leiding van bondscoach Hernán Darío Gómez. Net als zijn voorganger Francisco Maturana had hij de nationale selectie naar de WK-eindronde weten te loodsen. Op de in 1993 geïntroduceerde FIFA-wereldranglijst zakte Colombia in 1998 van de 15de (februari 1998) naar de 34ste plaats (december 1998).

## Balans
| Wedstrijden | Wedstrijden | Wedstrijden | Wedstrijden | Doelpunten | Doelpunten | Doelpunten | Punten |
| Gespeeld    | Winst       | Gelijk      | Verlies     | Voor       | Tegen      | Saldo      | Punten |
| ----------- | ----------- | ----------- | ----------- | ---------- | ---------- | ---------- | ------ |
| 9           | 1           | 4           | 4           | 7          | 13         | –6         | 0.666  |

## Interlands
|                                                     |          |       |             |                                                                                   |
| 25 maart Vriendschappelijk № 302 «onderlinge duels» | Colombia | 0 – 0 | Joegoslavië | Estadio El Campín, Bogota Toeschouwers: 25.000 Scheidsrechter: Byron Moreno (ECU) |
| 25 maart Vriendschappelijk № 302 «onderlinge duels» |          |       |             | Estadio El Campín, Bogota Toeschouwers: 25.000 Scheidsrechter: Byron Moreno (ECU) |

|                                                     |                |       |                          |                                                                             |
| 29 maart Vriendschappelijk № 303 «onderlinge duels» | Colombia       | 1 – 1 | Paraguay                 | Yale Bowl, New Haven Toeschouwers: 25.000 Scheidsrechter: Kevin Terry (USA) |
| 29 maart Vriendschappelijk № 303 «onderlinge duels» | Alex Comas 12' |       | 43' Miguel Ángel Benítez | Yale Bowl, New Haven Toeschouwers: 25.000 Scheidsrechter: Kevin Terry (USA) |

|                                                     |                                     |       |                                         |                                                                                        |
| 22 april Vriendschappelijk № 304 «onderlinge duels» | Chili                               | 2 – 2 | Colombia                                | Estadio Nacional, Santiago Toeschouwers: 30.000 Scheidsrechter: Horacio Elizondo (ARG) |
| 22 april Vriendschappelijk № 304 «onderlinge duels» | Javier Margas 21' Marcelo Salas 84' |       | 79' Léider Preciado 82' Léider Preciado | Estadio Nacional, Santiago Toeschouwers: 30.000 Scheidsrechter: Horacio Elizondo (ARG) |

|                                                   |                                                |       |                                   |                                                                                       |
| 23 mei Vriendschappelijk № 305 «onderlinge duels» | Colombia                                       | 2 – 2 | Schotland                         | Giants Stadium, East Rutherford Toeschouwers: 56.404 Scheidsrechter: Brian Hall (USA) |
| 23 mei Vriendschappelijk № 305 «onderlinge duels» | Carlos Valderrama 22' (pen.) Freddy Rincón 79' |       | 25' John Collins 33' Craig Burley | Giants Stadium, East Rutherford Toeschouwers: 56.404 Scheidsrechter: Brian Hall (USA) |

|                                                   |                                                           |       |                              |                                                                                         |
| 30 mei Vriendschappelijk № 306 «onderlinge duels» | Duitsland                                                 | 3 – 1 | Colombia                     | Waldstadion, Frankfurt am Main Toeschouwers: 50.000 Scheidsrechter: Atanas Uzunov (BUL) |
| 30 mei Vriendschappelijk № 306 «onderlinge duels» | Oliver Bierhoff 1' Oliver Bierhoff 16' Andreas Möller 46' |       | 87' (pen.) Carlos Valderrama | Waldstadion, Frankfurt am Main Toeschouwers: 50.000 Scheidsrechter: Atanas Uzunov (BUL) |

|                                                   |                                   |       |          |                                                                                                 |
| 3 juni Vriendschappelijk № 307 «onderlinge duels» | België                            | 2 – 0 | Colombia | Koning Boudewijn Stadion, Brussel Toeschouwers: 15.000 Scheidsrechter: Stefan Ormandzhiev (BUL) |
| 3 juni Vriendschappelijk № 307 «onderlinge duels» | Danny Boffin 15' Marc Wilmots 31' |       |          | Koning Boudewijn Stadion, Brussel Toeschouwers: 15.000 Scheidsrechter: Stefan Ormandzhiev (BUL) |

| WK voetbal |
| ---------- |

|                                                       |                 |           |          |                                                                              |
| 15 juni WK-eindronde Groep G № 308 «onderlinge duels» | Roemenië        | 1 – 0     | Colombia | Stade Gerland, Lyon Toeschouwers: 37.572 Scheidsrechter: Lim Kee Chong (MAU) |
| 15 juni WK-eindronde Groep G № 308 «onderlinge duels» | Adrian Ilie 45' | (details) |          | Stade Gerland, Lyon Toeschouwers: 37.572 Scheidsrechter: Lim Kee Chong (MAU) |

|                                                       |                     |           |         |                                                                                            |
| 22 juni WK-eindronde Groep G № 309 «onderlinge duels» | Colombia            | 1 – 0     | Tunesië | Stade de la Mosson, Montpellier Toeschouwers: 29.800 Scheidsrechter: Bernd Heynemann (GER) |
| 22 juni WK-eindronde Groep G № 309 «onderlinge duels» | Léider Preciado 83' | (details) |         | Stade de la Mosson, Montpellier Toeschouwers: 29.800 Scheidsrechter: Bernd Heynemann (GER) |

|                                                       |                                       |           |          |                                                                                            |
| 26 juni WK-eindronde Groep G № 310 «onderlinge duels» | Engeland                              | 2 – 0     | Colombia | Stade Félix Bollaert, Lens Toeschouwers: 38,100 Scheidsrechter: Arturo Brizio Carter (MEX) |
| 26 juni WK-eindronde Groep G № 310 «onderlinge duels» | Darren Anderton 20' David Beckham 29' | (details) |          | Stade Félix Bollaert, Lens Toeschouwers: 38,100 Scheidsrechter: Arturo Brizio Carter (MEX) |

|  |  |  |  |  |  |  |  |  |

## FIFA-wereldranglijst
| JAN | FEB | MAR | APR | MEI | JUN | JUL | AUG | SEP | OKT | NOV | DEC |
| --- | --- | --- | --- | --- | --- | --- | --- | --- | --- | --- | --- |
|     | 15  | 17  | 13  | 10  |     | 17  | 19  | 24  | 27  | 32  | 34  |

## Statistieken
| Faryd Mondragón     | 1971-06-21 | Real Zaragoza           | 4 | 1 | 0 | 26  | 0  |
| Miguel Ángel Calero | 1971-04-14 | Atlético Nacional       | 3 | 0 | 0 | 14  | 0  |
| Óscar Córdoba       | 1970-02-03 | Boca Juniors            | 2 | 1 | 0 | 38  | 0  |
| Verdediging         |            |                         |   |   |   |     |    |
| Jorge Bermúdez      | 1971-06-18 | Boca Juniors            | 8 | 0 | 0 | 45  | 3  |
| José Fernando Santa | 1970-09-12 | Atlético Nacional       | 8 | 0 | 0 | 27  | 0  |
| Wilmer Cabrera      | 1967-09-15 | Millonarios             | 7 | 0 | 0 | 48  | 3  |
| Ever Palacios       | 1969-01-18 | Deportivo Cali          | 5 | 2 | 0 | 10  | 1  |
| Iván Córdoba        | 1976-08-11 | CA San Lorenzo          | 4 | 0 | 0 | 13  | 0  |
| Luis Antonio Moreno | 1970-12-25 | Deportes Tolima         | 1 | 1 | 0 | 20  | 0  |
| Iván López          | 1978-05-13 | Independiente Santa Fe  | 1 | 0 | 0 | 1   | 0  |
| Middenveld          |            |                         |   |   |   |     |    |
| Carlos Valderrama   | 1961-09-02 | Miami Fusion            | 8 | 0 | 2 | 110 | 11 |
| Mauricio Serna      | 1968-01-22 | Boca Juniors            | 8 | 0 | 0 | 43  | 2  |
| Freddy Rincón       | 1966-08-14 | SC Corinthians Paulista | 7 | 0 | 1 | 78  | 17 |
| Harold Lozano       | 1972-03-30 | Real Valladolid         | 6 | 0 | 0 | 37  | 3  |
| Jorge Bolaño        | 1977-04-28 | Atlético Junior         | 2 | 1 | 0 | 8   | 1  |
| John Wilmar Pérez   | 1970-02-21 | Deportivo Cali          | 2 | 0 | 0 | 13  | 0  |
| Andrés Estrada      | 1967-11-12 | Atlético Nacional       | 1 | 0 | 0 | 12  | 0  |
| Giovanni Hernández  | 1976-06-16 | Independiente Medellín  | 1 | 0 | 0 | 2   | 0  |
| Dúmar Rueda         | 1972-12-28 | Atlético Nacional       | 1 | 0 | 0 | 1   | 0  |
| Edison Mafla        | 1971-08-14 | Deportivo Cali          | 0 | 1 | 0 | 6   | 0  |
| Neider Morantes     | 1975-08-03 | Atlético Nacional       | 0 | 1 | 0 | 7   | 2  |
| Aanval              |            |                         |   |   |   |     |    |
| Antony de Ávila     | 1962-12-21 | SC Barcelona            | 5 | 0 | 0 | 54  | 13 |
| Adolfo Valencia     | 1968-02-06 | PAOK Thessaloniki       | 4 | 3 | 0 | 37  | 14 |
| Faustino Asprilla   | 1969-11-10 | AC Parma                | 4 | 1 | 0 | 43  | 15 |
| Victor Aristizábal  | 1971-12-09 | Santos                  | 2 | 4 | 0 | 45  | 6  |
| Léider Preciado     | 1977-02-26 | Racing Santander        | 2 | 2 | 3 | 4   | 3  |
| Alex Comas          | 1971-11-14 | Atlético Nacional       | 2 | 0 | 1 | 2   | 1  |
| Víctor Bonilla      | 1971-01-23 | Deportivo Cali          | 1 | 0 | 0 | 5   | 0  |
| Hamilton Ricard     | 1974-01-12 | Middlesbrough           | 0 | 2 | 0 | 19  | 4  |
| Julián Téllez       | 1977-11-09 | América de Cali         | 0 | 1 | 0 | 1   | 0  |

Colfútbol · A-internationals · Selecties · Statistieken · Bondscoaches · Colombiaans vrouwenelftal · Olympisch elftal · Colombia U20 · Colombia U17
1938 – 1949 ·
1950 – 1959 ·
1960 – 1969 ·
1970 – 1979 ·
1980 – 1989 ·
1990 – 1999 ·
2000 – 2009 ·
2010 – 2019 ·
2020 – 2029
WK 1962 · 
WK 1990 · 
WK 1994 · 
WK 1998 · 
WK 2014 · 
WK 2018
OS 1968 · 
OS 1972 · 
OS 1980 · 
OS 1992 · 
OS 2016
1938 · 
1939 · 1940 · 1941 · 1942 · 1943 · 1944 · 
1946 · 
1947 · 
1948 · 
1949 · 
1950 · 1951 · 1952 · 1953 · 1954 · 1955 · 1956 · 
1957 · 
1958 · 1959 · 1960 · 
1961 · 
1962 · 
1963 · 
1964 · 
1965 · 
1966 · 
1967 · 
1968 · 
1969 · 
1970 · 
1971 · 
1972 · 
1973 · 
1974 · 
1975 · 
1976 · 
1977 · 
1978 · 
1979 · 
1980 · 
1981 · 
1982 · 
1983 · 
1984 · 
1985 · 
1986 · 
1987 · 
1988 · 
1989 · 
1990 ·
1991 · 
1992 · 
1993 · 
1994 · 
1995 · 
1996 · 
1997 · 
1998 · 
1999 · 
2000 · 
2001 · 
2002 · 
2003 · 
2004 · 
2005 · 
2006 · 
2007 · 
2008 · 
2009 · 
2010 · 
2011 · 
2012 · 
2013 · 
2014 · 
2015 · 
2016 · 
2017 ·
2018 ·
2019 ·
2020 ·
2021
Algerije ·
Argentinië ·
Australië ·
Bahrein ·
België ·
Bolivia · 
Brazilië ·
Canada ·
Chili ·
China · 
Costa Rica ·
Cuba ·
DDR ·
Duitsland ·
Ecuador ·
Egypte ·
El Salvador ·
Engeland ·
Finland ·
Frankrijk ·
Griekenland ·
Guatemala · 
Haïti ·
Honduras ·
Hongarije ·
Hongkong ·
Ierland ·
Irak ·
Israël ·
Ivoorkust ·
Jamaica ·
Japan ·
Joegoslavië ·
Jordanië ·
Kameroen ·
Koeweit · 
Liberia · 
Marokko ·
Mexico ·
Montenegro ·
Nederland ·
Nederlandse Antillen ·
Nicaragua ·
Nieuw-Zeeland · 
Nigeria ·
Noord-Ierland ·
Noorwegen ·
Panama ·
Paraguay ·
Peru ·
Polen ·
Puerto Rico ·
Qatar ·
Roemenië ·
Saoedi-Arabië ·
Schotland ·
Senegal ·
Servië ·
Slovenië ·
Slowakije ·
Sovjet-Unie ·
Spanje ·
Trinidad en Tobago ·
Tsjecho-Slowakije ·
Tunesië · 
Turkije · 
Uruguay ·
Venezuela ·
Verenigde Arabische Emiraten · 
Verenigde Staten ·
Zuid-Afrika ·
Zuid-Korea ·
Zweden ·
Zwitserland
Brazilië (2014) ·
Engeland (2018) ·
Griekenland (2014) ·
Ivoorkust (2014) ·
Japan (2014) ·
Japan (2018) ·
Polen (2018) ·
Senegal (2018) ·
Uruguay (2014)